# Katarzyna Sowula
Katarzyna Sowula (* 1977 bei Zamość) ist eine polnische Schriftstellerin und Übersetzerin französischer Literatur.

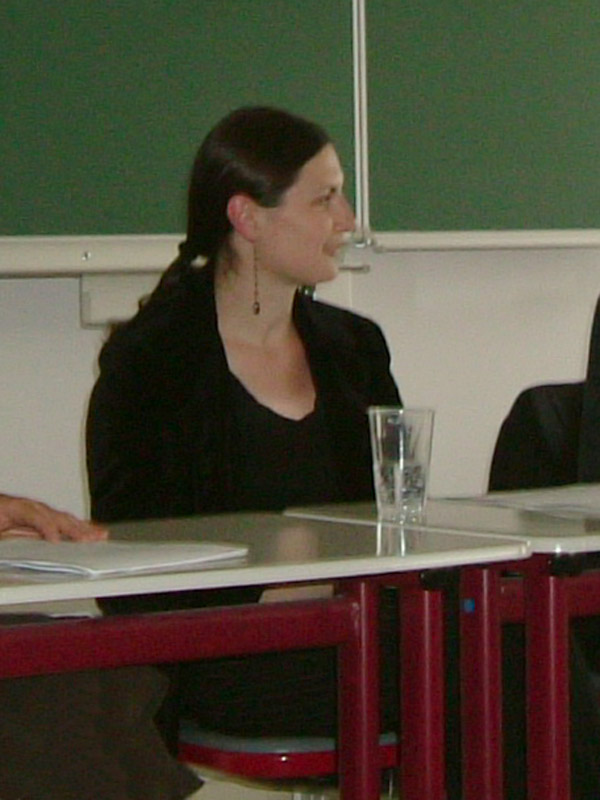
Katarzyna Sowula bei einer Lesung in Potsdam

## Leben
Katarzyna Sowula wuchs im Südosten Polens auf. Sie studierte am Fremdsprachenkolleg der Jagiellonen-Universität in Krakau. Nach dem Studium ging sie für eine Zeit nach Paris, wo sie Englisch und Französisch unterrichtete. Sie lebt heute im Warschauer Stadtteil Praga.

## Werke
- Fototerapia (Fototherapie, zusammen mit Małgorzata Sałyga), erschienen 2004, ISBN 83-89755-03-3
- Zero Osiemset (0-800), erschienen März 2007, ISBN 83-89755-96-3, ISBN 978-83-89755-96-4 – deutsche Übersetzung: Auftrieb, erschienen September 2008, ISBN 978-3-941056-00-8 (Tzuica-Verlag)

## Auszeichnungen
- Stipendium des polnischen Kulturministeriums